# Fichtenberg (Michendorf)
Der Fichtenberg ist eine 68 m ü. NHN hohe Erhebung auf der Gemarkung der Gemeinde Michendorf im Landkreis Potsdam-Mittelmark im Land Brandenburg.
Die Erhebung ist Teil des Saarmunder Endmoränenbogens und entstand als solche in der letzten Weichsel-Eiszeit. Sie liegt rund 1,9 südöstlich des Michendorfer Ortsteils Fresdorf. Nordwestlich befinden sich mit dem 61 m hohen Kesselberg sowie dem nordöstlich gelegenen, ebenfalls 61 m hohen Stertberg zwei weitere Erhebungen der Endmoräne. Südlich liegt der 63 m Hohe Berg. Der Fichtenberg kann über den Europäischen Fernwanderweg E10 erreicht werden.